# Mohamed Salah Abo Greisha
Mohamed Salah Abo Greisha ou Abougreisha (arabe : محمد صلاح أبو جريشه) (né le 1er janvier 1970 à Ismaïlia en Égypte) est un footballeur international égyptien, qui évoluait au poste d'attaquant.

## Biographie

### Carrière en club
Véritable légende de l'histoire du club d'Ismaily (il a remporté quatre des six titres du club), il est connu pour avoir fini meilleur buteur du championnat d'Égypte 1995-96.

### Carrière en sélection
En sélection, il a participé en junior avec l'équipe d'Égypte aux jeux olympiques 1992 à Barcelone, ainsi qu'en senior à la CAN 1992, 1994 et 1996.

## Palmarès
Ismaily
- Championnat d'Égypte (2) :
  - Champion : 1991-92 et 2001-02.

- Coupe d'Égypte (2) :
  - Vainqueur : 1996-97 et 1999-00.